# Muharud Mukasa
Muharud Mukasa – ugandyjski kolarz, olimpijczyk, uczestnik Letnich Igrzysk Olimpijskich 1984.
Podczas igrzysk wystartował w wyścigu indywidualnym ze startu wspólnego. Nie ukończył on tej konkurencji, podobnie jak kolega z reprezentacji, Ernest Buule.